# Fempropionato de testosterona
Fempropionato de testosterona (nomes comerciais Testolent, etc) ou fenilpropionato de testosterona é um esteroide anabolizante, com poder androgênico. É comercializado/legalizado na Romênia.
No Brasil, o fempropionato de testosterona é encontrado na composição do fármaco Durateston, junto de outros ésteres de testosterona.